# International roughness index
International roughness index, IRI, är ett bland många mått på vägojämnhet och mäts i enheten mm/m (millimeter per meter). 
I stort sett alla automatiserade instrument för mätning av vägojämnheter kan rapportera IRI-värden; ett exempel är de profilograf-lasermätbilar som Vägverket använder för att mäta vägnätets skick. IRI är en moderniserad variant av de "mm/m" ojämnhetsmått som har använts ända sedan 1920-talet (Dana, Transportation Research Record, 1929). 
IRI-måttet började utvecklas under 1982 genom Världsbankens försorg, och fastställdes 1986. Syftet var att ta fram ett vägtekniskt mått som kan användas för att utvärdera om fattiga länder bör låna pengar till att bygga bra vägar, eller spara pengar med dåliga vägar. Studier från 1970-talet hade visat att dåliga vägar kostar mycket, genom ökade kostnader för fordonsslitage, trafikolyckor, buller, vibrationer, ökad drivmedelsförbrukning med mera.
För att beräkna IRI behövs vägprofildata. Profildata måste mätas tätare än var tredje decimeter i längdled; tätare på ojämna vägar. Profildata kan alltså mätas med avvägningsinstrument och mätband, eller med totalstation. Normalt beräknas IRI för längre sträckor, varvid profildata med fördel mäts med en profilograf-mätbil. 
IRI beräknas med en datorbaserad så kallad kvartsfordonsmodell, som "körs" med 80 km/timme (22 meter per sekund) över den uppmätta vägprofilen. Datorn beräknar rörelsen (i millimeter) mellan den ofjädrade massan (hjulet) och den fjädrade massan (chassit), och dividerar denna med körd sträcka (i meter). Resultatet är vägens IRI-värde, mätt i mm/m.
IRI är linjärt proportionellt mot vägens ojämnhet. En jämn väg har lågt IRI; många sträckor på Europa- och riksvägar har IRI under 1 mm/m. Ojämna vägar har högt IRI.
Det finns ett starkt samband mellan vägsträckors IRI-värde (ojämnhet) och försämrad trafiksäkerhet. En ökning av IRI från 0,9 mm/m till 3 mm/m åtföljs av ca 50 % högre risk för singelolyckor (exklusive viltolyckor och korsningsolyckor).
IRI-värdets storlek påverkas av hur långt rapportintervallet är. Ett långt rapportintervall kan "smeta ut" inverkan av lokala gupp som ofta kan vara bara någon meter långt. Hittillsvarande praxis i Sverige är att rapportera medelvärde per 20 meter. Detta är ett långt intervall, jämfört med längden hos många gupp.
Ett problem med IRI är att det beräknas för en färd i 80 km/tim. På många vägar med låg fartgräns kan IRI bli högt, trots att vägen är jämn att åka på i högsta lagliga fart. Detta händer om vägen har långvågiga ojämnheter som ger chassigungningar i 80 km/tim, men inte i låg fart. Denna effekt är inte försumbar; för ett och samma IRI-värde kan en fordonsförare i laglig fart utsättas för färdvibrationer som skiljer sig med upp till en faktor 30, beroende på våglängderna hos vägprofilens ojämnheter och på fordonets hastighet. Detta innebär att vägar som är bra att åka på, ofta kan få mycket höga IRI-värden. Detta innebär "falsklarm" till ansvarig väghållare.
IRI påverkas inte särskilt mycket av potthål och annan megatextur som upplevs mycket obekväm av trafikanterna. Detta innebär att en väg i oacceptabelt skick kan få lågt IRI, varvid väghållaren inte får "larm" om att vägen behöver lagas. 
Yrkesförare som kör tunga lastbilar eller bussar på ojämna vägar (IRI över ca 2,5–3 mm/m), kan utsättas för så höga färdvibrationer att de överskrider Arbetsmiljöverkets Insatsvärde på 0.5 m/s2 för helkroppsvibration.
Ett mått som har bättre likhet än IRI med upplevd åkkomfort i valfri fart, är färdkvalitet beräknad enligt standard SS-ISO 2631-1 (1998).